# Balsthal
Balsthal (toponimo tedesco) è un comune svizzero di 6 019 abitanti del Canton Soletta, nel distretto di Thal del quale è capoluogo.

## Infrastrutture e trasporti
Balsthal è servito dalla stazione di Balsthal, capolinea della ferrovia per Oensingen.